# Basilica di Notre-Dame (Cléry-Saint-André)
La basilica di Notre-Dame (in francese: basilique Notre-Dame de Cléry-Saint-André) è una chiesa cattolica di Cléry-Saint-André, nel dipartimento del Loiret. 

## Storia
Costruita alla fine del XIII secolo in un luogo ove era stata scoperta, nel 1280, una statua della Vergine Maria, la chiesa fu ampliata agli inizi del XIV secolo ad opera del re Filippo il Bello; dopo circa un secolo, fu saccheggiata e distrutta dalle truppe inglesi che, nell'ottobre 1428, durante la Guerra dei cent'anni, procedevano verso Orléans.

Il 14 agosto 1443 il Delfino Luigi, su consiglio del Bastardo d'Orléans, che comandava insieme a lui le truppe in difesa della città di Dieppe cinta d'assedio, pregò la Vergine di Cléry perché gli concedesse la vittoria e, liberata la città, le si dichiarò devoto e stanziò una somma per una processione che commemorasse ogni 15 agosto l'avvenimento.

Nel 1446 una prima raccolta di fondi, con un ingente contributo del Delfino, avrebbe dovuto dare inizio alla ricostruzione della basilica: fu nominato sovrintendente l'architetto Pierre Chauvin. Tuttavia, a causa di eventi bellici e di dispute legali, i lavori iniziarono solo nel 1455, quando il Bastardo d'Orléans poté prendere possesso della signoria di Cléry. Un secondo architetto, Pierre Le Paige, fu affiancato a Chauvin; un terzo, Colin du Val, fu incaricato della progettazione di una cappella all'esterno della collegiale. L'opera fu terminata solo nel 1472 ad opera di Luigi, ormai asceso al trono di Francia col nome di Luigi XI.
La chiesa fu restaurata nel XIX secolo e, nel 1894, elevata al rango di basilica minore. Dal 1840 è classificata come Monumento storico di Francia.